# Ак-Мечетський курган
Ак-Мечетський або Кара-Меркитський курган — курган з впускним багатим похованням V ст. до н. е., що біля с. Каштанівка Роздольненського району АР Крим.

## Місцезнаходження
Курган розташований неподалік сучасного с. Каштанівка (до 1944 р.-- Кара-Меркіт, крим. Qara Merkit) Роздольненського району АР Крим та за 50 км від Чорноморської (Ак-Мечетської) бухти

## Історія досліджень
Під час досліджень кургану в 1885 р. випадково було знайдено поховання в супроводі предметів скіфського побуту .

## Опис кургану та знахідок
У впускному похованні в кам'яній гробниці було знайдено: обломок меча; 230 наконечників стріл; залізні лусочки панциря; бляхи від кінського спорядження; уламок бронзового черпака з ручкою у вигляді лебединої голівки і чотири пластинки, які були оздобою дерев'яних посудин, на яких зображені олень з пишними стилізованими рогами та орлина голівка.